# 富士宮駅

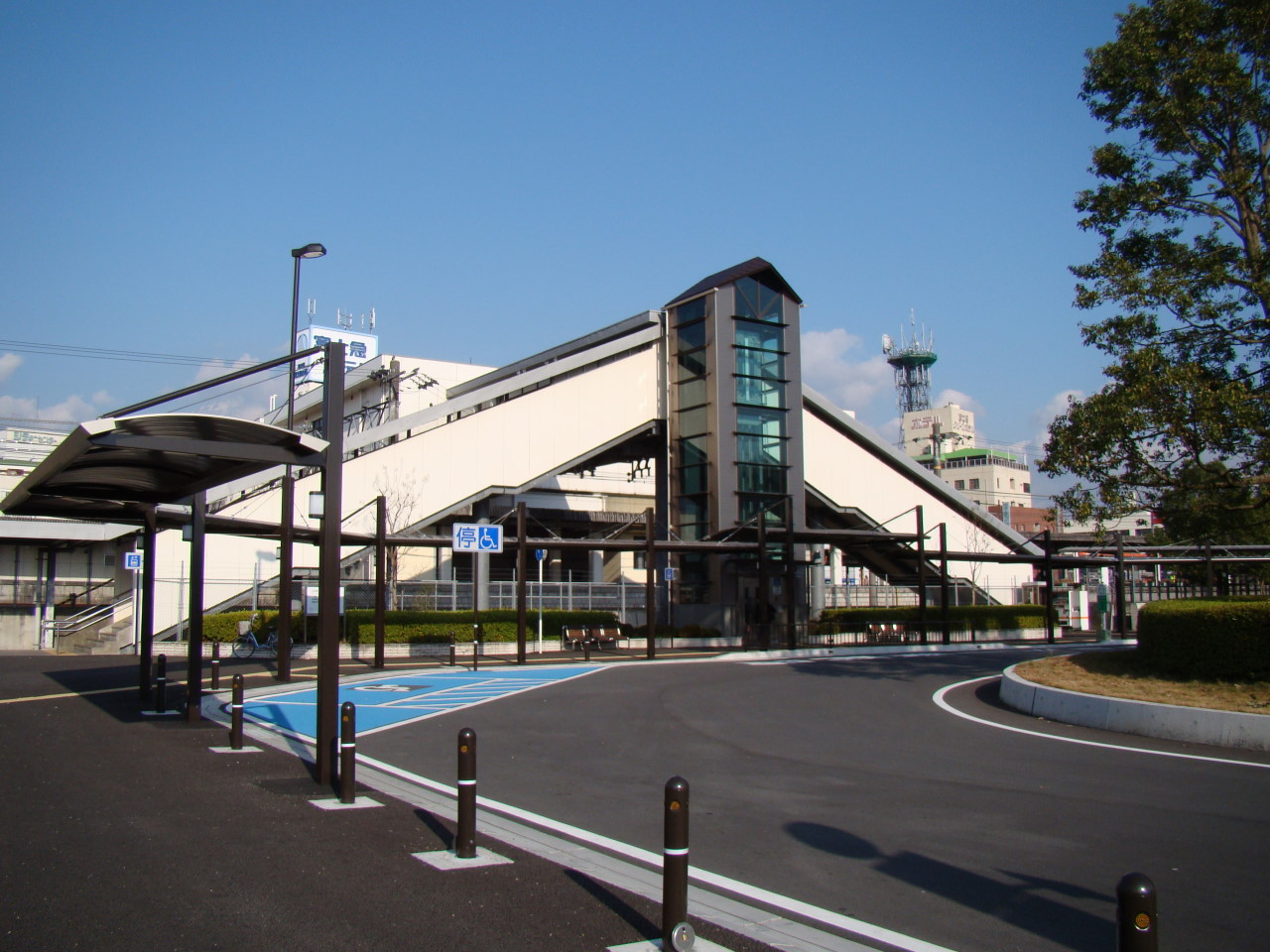
南口（2008年12月）

富士宮駅（ふじのみやえき）は、静岡県富士宮市中央町にある、東海旅客鉄道（JR東海）身延線の駅である。駅番号はCC06。

## 概要
当駅は富士宮市の代表駅であり、富士宮市中心市街地に位置している。1913年（大正2年）7月に富士身延鉄道（身延線の前身）の駅として開設し、1938年（昭和13年）の国による借り上げの後、1987年（昭和62年）の国鉄分割民営化によりJR東海の駅となった。開業時の駅名は自治体名（大宮町、現・富士宮市）と同じ大宮町駅であったが、市制が施行された1942年（昭和17年）に現名称である富士宮駅に改称した。
特急「ふじかわ」の停車駅の一つであり、1日当たり乗車客が約2500人と身延線の中間駅では最も乗降客の多い駅である。かつては日蓮正宗大石寺への参拝客関連の団体専用列車が多数発着していたが、1991年（平成3年）に日蓮正宗が創価学会を破門したことで、団体列車の数は大幅に減り、宗門側の日蓮正宗法華講連合会関係が中心となった。それに伴い乗客数は減少しており、この現象は新富士駅等と同様である。
1969年（昭和44年）から1974年（昭和49年）にかけて実施された身延線南部の複線化の結果、起点富士駅 - 当駅間が複線、当駅 - 終点甲府駅間は単線となり、富士宮駅は単線・複線の切換地点となった。但し、富士駅からの区間列車は北隣西富士宮駅にて始発・終着となっている。

## 歴史

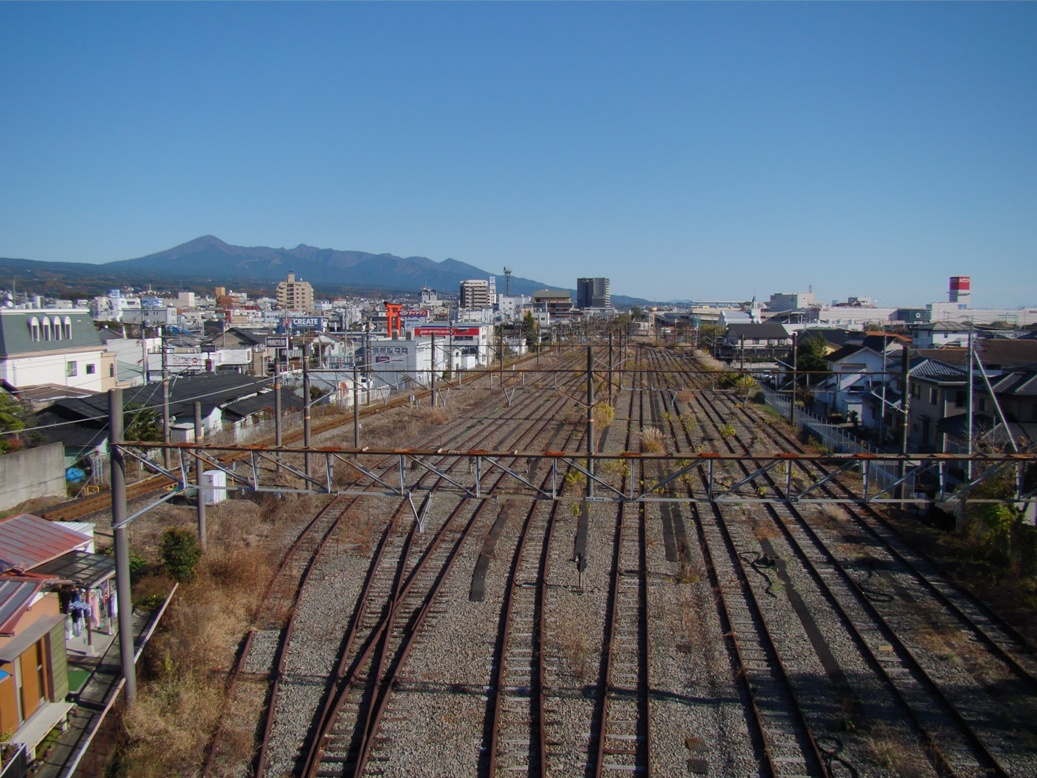
レールと架線柱が残っていた留置線跡（2008年9月）

- 1913年（大正2年）7月20日：富士身延鉄道の大宮町駅（おおみやまちえき）として、富士 - 当駅間の開通時に開業[1][2]。旅客・貨物営業を開始[1]。
- 1915年（大正4年）3月1日：富士身延鉄道線が芝川駅まで延伸[2]。
- 1927年（昭和2年）6月20日：富士身延鉄道線電化に伴い、駅構内電化[3]。
- 1932年（昭和7年）4月21日：富士宮大火により駅舎焼失[4]。
- 1938年（昭和13年）10月1日：富士身延鉄道線を鉄道省が借上げ、身延線となる[2]。
- 1939年（昭和14年）3月9日：駅前に乗入れていた富士軌道廃止が許可。
- 1941年（昭和16年）5月1日：身延線が正式に国有化[2]。
- 1942年（昭和17年）10月1日：富士宮駅（ふじのみやえき）に改称[1]。
- 1983年（昭和58年）7月：2代目駅舎に改築[5]。
- 1984年（昭和59年）1月16日：車扱貨物取扱廃止[1]。
- 1985年（昭和60年）3月14日：荷物扱い廃止[1]。
- 1987年（昭和62年）
  - 2月24日：みどりの窓口開設[6]。
  - 4月1日：国鉄分割民営化に伴い、東海旅客鉄道（JR東海）の駅となる[1]。
- 2007年（平成19年）2月28日：改札口と2・3番線ホームを結ぶエレベーターと多機能トイレを新設。
- 2008年（平成20年）
  - 4月6日：改札口と南口を結ぶエレベーターを新設。
  - 10月10日：ペデストリアンデッキと旧長崎屋跡地の歩道を繋ぐエレベーターが稼働。
- 2009年（平成21年）1月：富士宮駅付近JR身延線鉄道高架事業[7] により、西側に残っていた留置線が撤去される。
- 2010年（平成22年）3月13日：ICカード「TOICA」の利用が可能となる[8]。
- 2012年（平成24年）4月14日：ペニー紡績踏切西側の高架部併用開始。

## 駅構造

### ホーム・駅構内
2面3線を有する地上駅ホームは北側から、単式ホーム1面1線、島式ホーム1面2線の順に並ぶ。乗り場は北側から1番線、2番線、3番線であり、3番線の南側にはホームの無い。着発線が1本ある。
2番線を富士方面へ向かう上り列車が、3番線を甲府方面へ向かう下り列車が使用している。夜間の電車留置線として使用される1番線は最も長いホームであるが、臨時列車または運行支障時等の特別な事情がある時を除いて列車発着は無い。

#### のりば
| 番線 | 路線                       | 方向                       | 行先                       |
| ---- | -------------------------- | -------------------------- | -------------------------- |
| 1    | （臨時ホーム、通常は閉鎖） | （臨時ホーム、通常は閉鎖） | （臨時ホーム、通常は閉鎖） |
| 2    | CC 身延線                  | 上り                       | 富士方面                   |
| 3    | CC 身延線                  | 下り                       | 甲府方面                   |

（出典：JR東海:駅構内図）

### 駅舎・設備
駅舎は、南北自由通路を併設する橋上駅舎である。初代駅舎に代えて1983年（昭和58年）に建設された。初代の駅舎は木造の地平駅舎であった。
橋上駅舎は島式ホーム（2・3番線）の上空から駅北側にかけて設けられていて、北口と南口がある。1番線ホームからは直接外部へ出ることの出来る出入口があるが、団体専用であるため使用されていない。駅舎から各ホーム中程へそれぞれ階段が延びているが、1番線ホームへの階段は通常閉鎖されている。
かつては駅の源道寺寄りに2つのホームを結ぶ屋根付跨線橋があったが、閉鎖状態のまま2019年に撤去された。
駅舎内部には有人の窓口（JR全線きっぷうりば設置）がある他、自動券売機と身延線中間駅で唯一の自動改札機がある。駅舎と隣接する形で富士宮市観光協会の案内所、富士急静岡バス事務所が入っている建物がある。
改札前には富陽軒売店および売店ここんちがあったが2021年以降営業していない。
バリアフリーに対応するため、2007年（平成19年）に改札口と2・3番線ホームを結ぶエレベーターが新設された。駅構内にあるこのエレベーターは、JR東海が国・静岡県・富士宮市からの補助金を受けて整備した。2008年（平成20年）には駅南口にもエレベーターが新設され、その後駅北口側にもエレベーターが2基整備された。
当駅は、JR東海による直営駅（駅長・駅員配置駅）である。また、管理駅として、静岡県側にある身延線の各駅 を管理している。

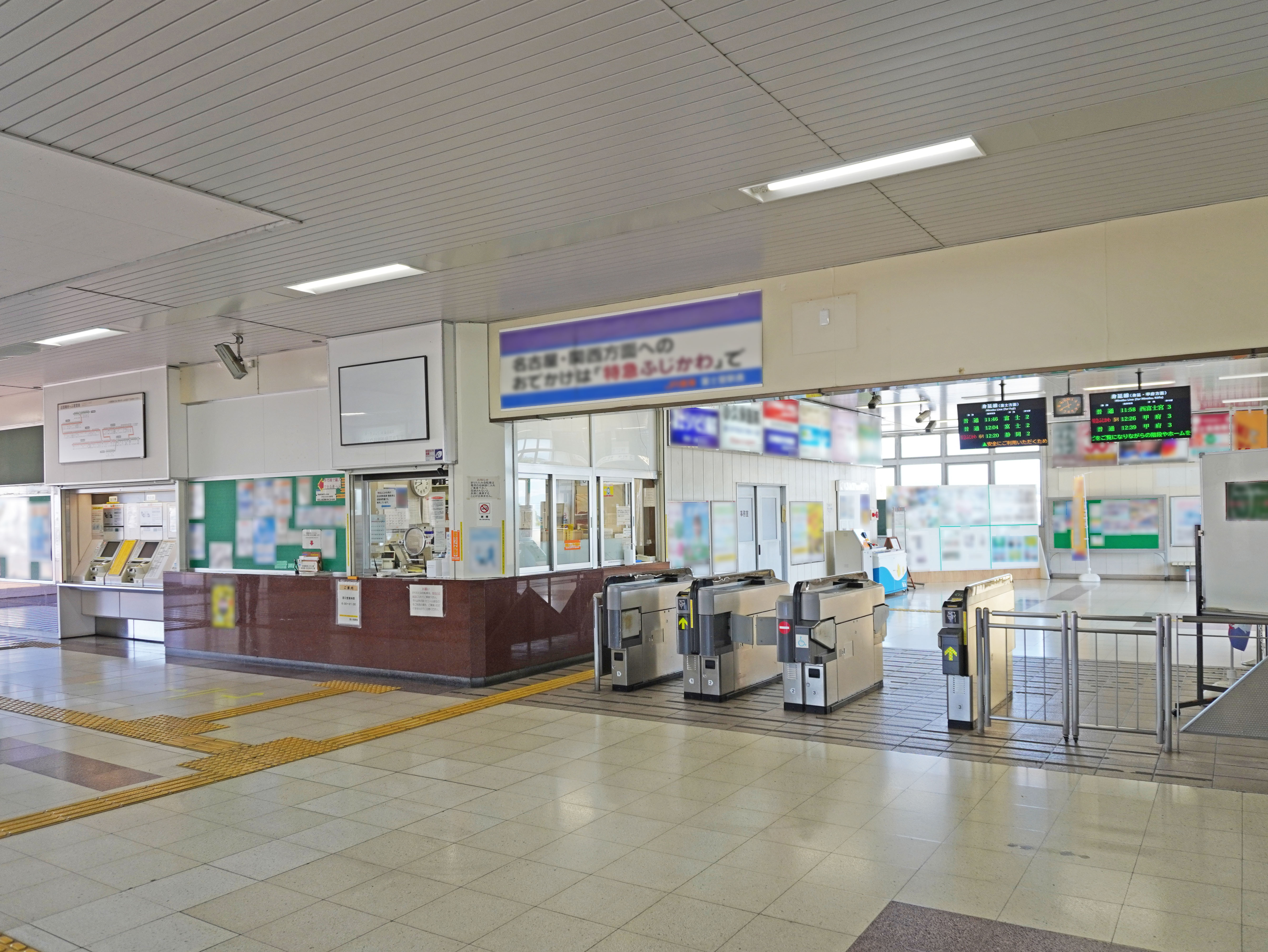
改札口（2022年9月）
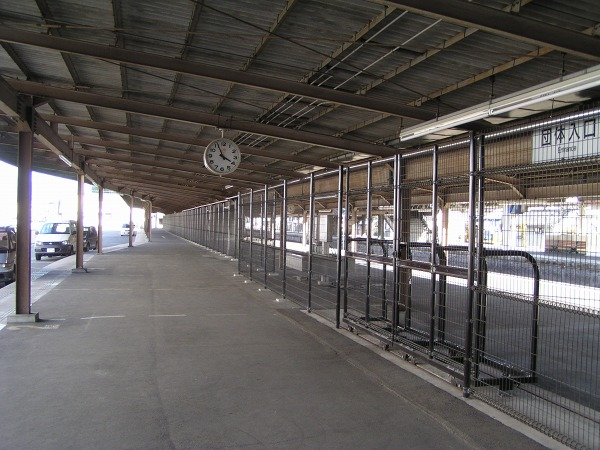
団体専用出入口（2006年3月）
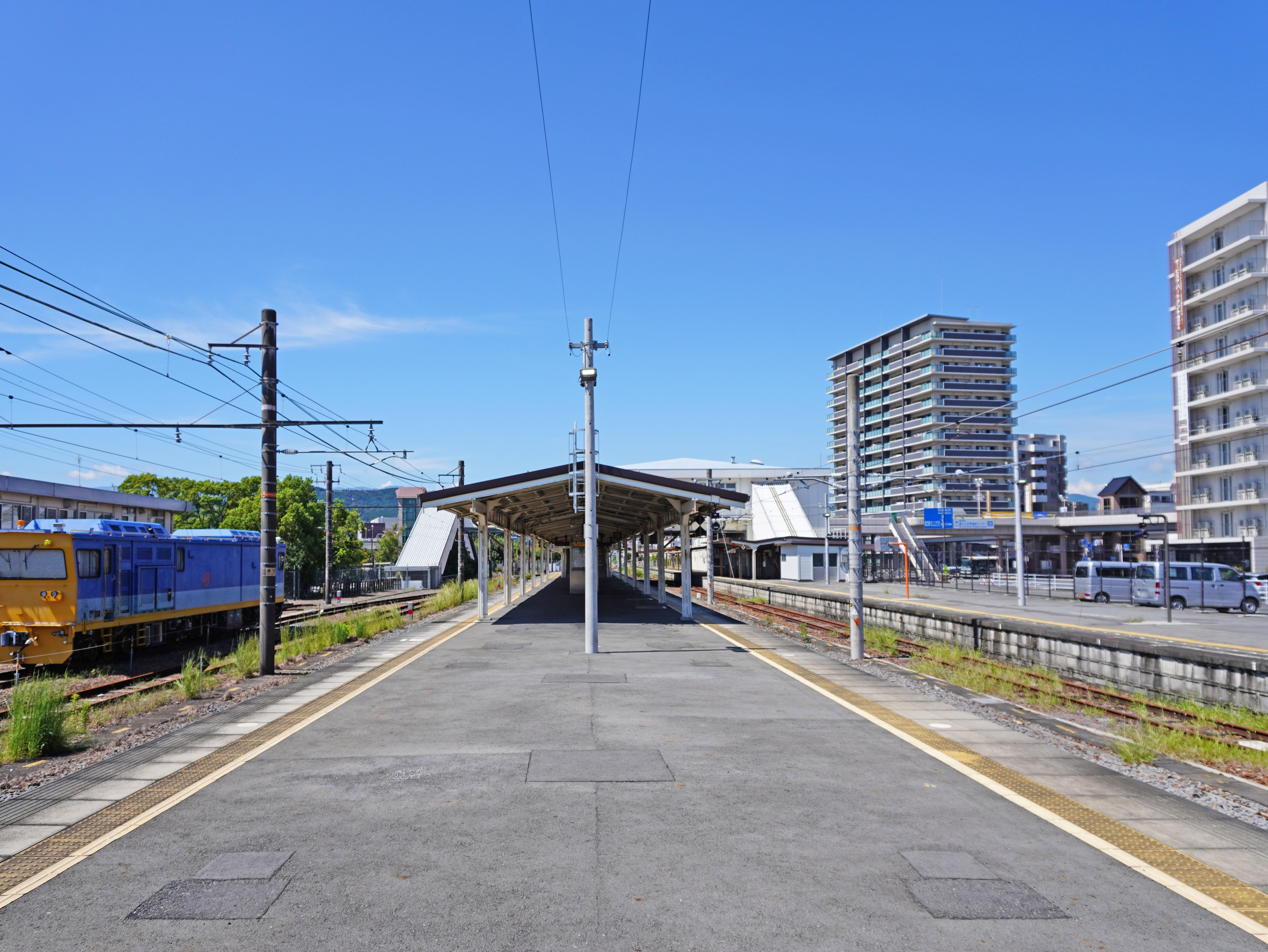
ホーム（2022年9月）
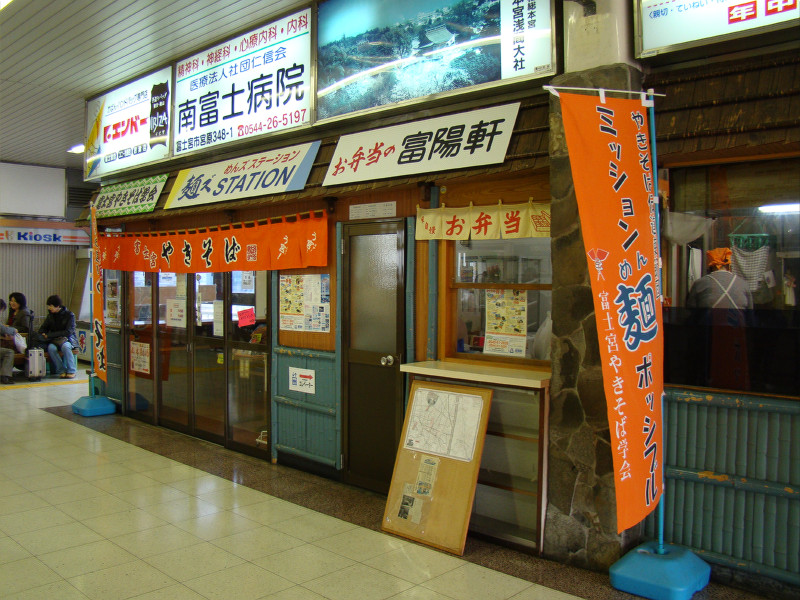
富陽軒の売店（2008年11月）
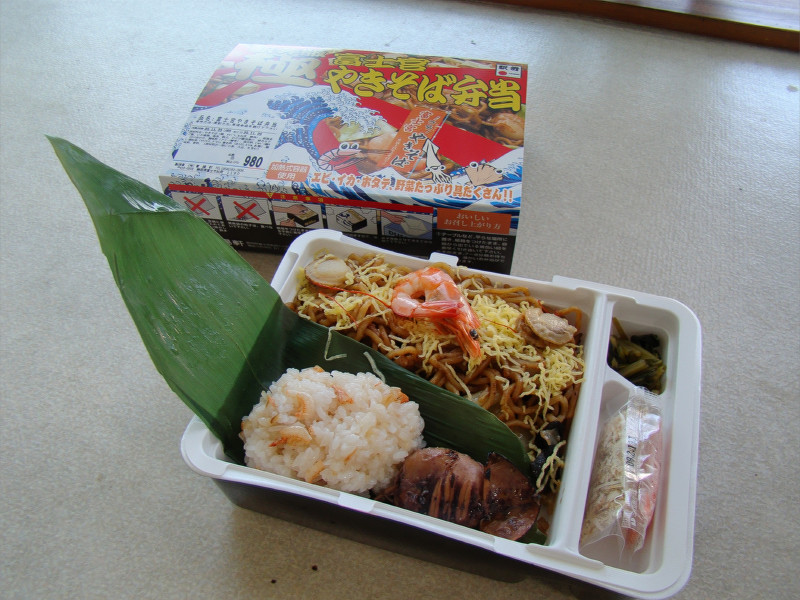
極 富士宮やきそば弁当

## 利用状況
「富士宮市の統計」・「静岡県統計年鑑」によると、2021年度（令和3年度）の1日平均乗車人員は1,839人である。
1993年度（平成5年度）以降の推移は以下の通り。
| 乗車人員推移       | 乗車人員推移     | 乗車人員推移  |
| 年度               | 1日平均 乗車人員 | 出典          |
| ------------------ | ---------------- | ------------- |
| 1993年（平成05年） | 3,567            | [ 13 ]        |
| 1994年（平成06年） | 3,370            | [ 13 ]        |
| 1995年（平成07年） | 3,246            | [ 13 ]        |
| 1996年（平成08年） | 3,110            | [ 13 ]        |
| 1997年（平成09年） | 2,856            | [ 13 ]        |
| 1998年（平成10年） | 2,745            | [ 13 ]        |
| 1999年（平成11年） | 2,585            | [ 13 ]        |
| 2000年（平成12年） | 2,510            | [ 13 ]        |
| 2001年（平成13年） | 2,547            | [ 13 ]        |
| 2002年（平成14年） | 2,544            | [ 13 ]        |
| 2003年（平成15年） | 2,550            | [ 13 ]        |
| 2004年（平成16年） | 2,496            | [ 13 ]        |
| 2005年（平成17年） | 2,449            | [ 13 ]        |
| 2006年（平成18年） | 2,444            | [ 13 ]        |
| 2007年（平成19年） | 2,369            | [ 13 ]        |
| 2008年（平成20年） | 2,334            | [ 13 ]        |
| 2009年（平成21年） | 2,254            | [ 13 ]        |
| 2010年（平成22年） | 2,252            | [ 13 ]        |
| 2011年（平成23年） | 2,161            | [ 13 ]        |
| 2012年（平成24年） | 2,241            | [ 13 ]        |
| 2013年（平成25年） | 2,314            | [ 13 ]        |
| 2014年（平成26年） | 2,212            | [ 13 ]        |
| 2015年（平成27年） | 2,314            | [ 13 ]        |
| 2016年（平成28年） | 2,358            | [ 13 ]        |
| 2017年（平成29年） | 2,401            | [ 12 ] [ 13 ] |
| 2018年（平成30年） | 2,445            | [ 12 ] [ 13 ] |
| 2019年（令和元年） | 2,394            | [ 12 ] [ 13 ] |
| 2020年（令和02年） | 1,759            | [ 12 ] [ 13 ] |
| 2021年（令和03年） | 1,839            | [ 12 ] [ 13 ] |

## 駅周辺

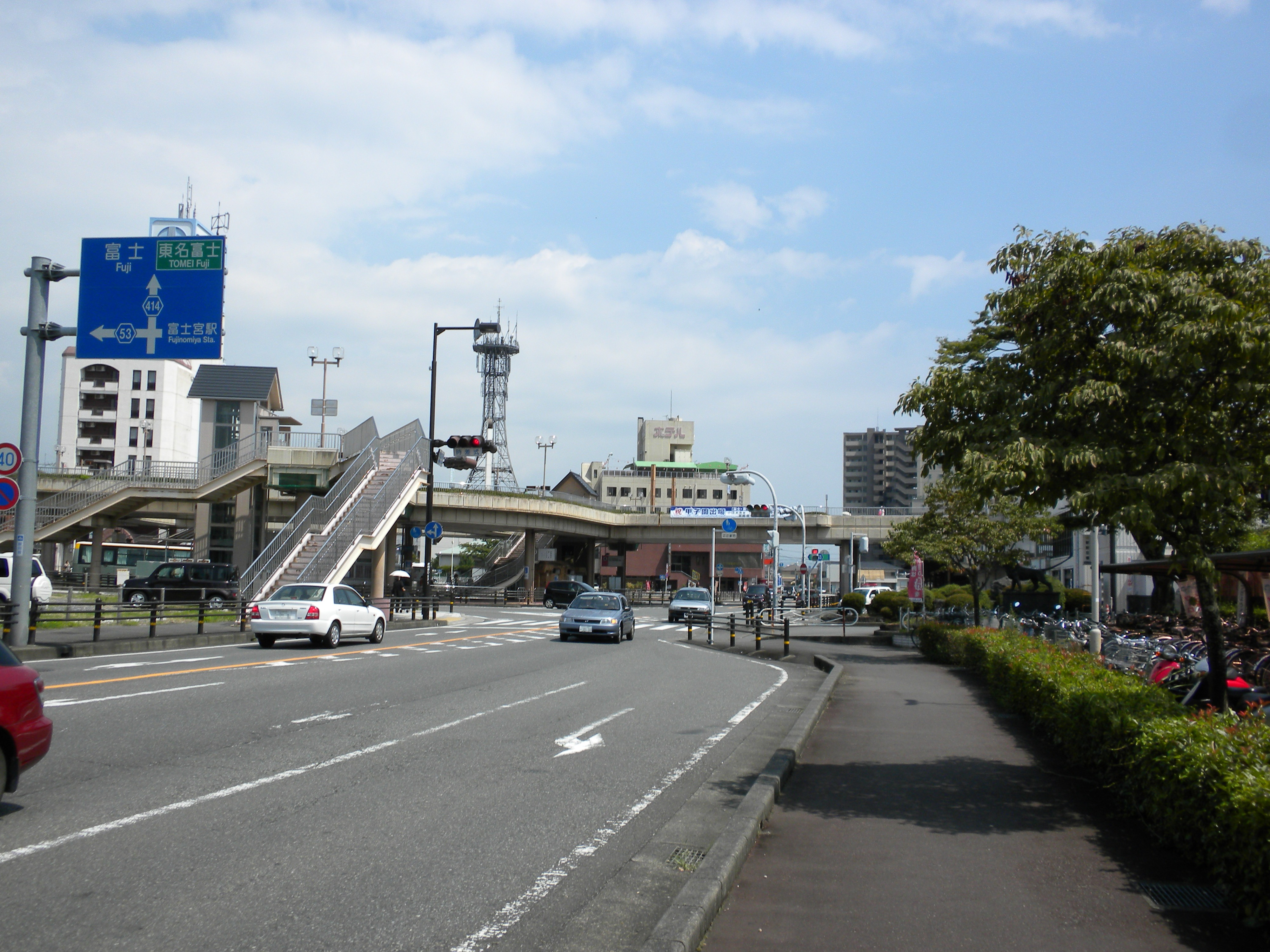
北口駅前（2010年8月）

駅周辺は、富士宮市の中心市街地として位置付けられている。

### 北口
北口駅前には、橋上駅舎に繋がるペデストリアンデッキが整備されている。ペデストリアンデッキの下にはバスターミナル（富士宮駅バス停）があり、富士急静岡バスと山梨交通のバスが発着している。また夏季限定で、富士登山のための登山バスが出ている。北口側の市街地は富士山本宮浅間大社の門前町として発展した地域で、富士宮市役所は北口側の地域にある。
- 富士宮市役所
- 富士山本宮浅間大社
- 富士山せせらぎ広場
- 富士宮自動車学校
- 富士宮富士急ホテル
- 静岡県富士山世界遺産センター
- くれたけインプレミアム富士宮駅前

### 南口
南口駅前にも駅前広場が整備されている。
- イオンモール富士宮
- 富士宮市立病院

## バス路線
| のりば       | 運行事業者              | 系統・行先 | 備考                                                                                   |
| 富士宮駅     | 富士宮駅                | 富士宮駅 | 富士宮駅                                                                               |
| ------------ | ----------------------- | --- | -------------------------------------------------------------------------------------- |
| 1            | 富士急バス              | S04 快速：新富士駅 |                                                                                        |
| 1            | 富士急静岡バス          | - S06 特急・S7：新富士駅 - S141：吉原中央駅 | 「S06 特急」は土休日のみ運行                                                           |
| 2            | 富士急静岡バス          | - 富士宮市内定期観光バス「強力くん」：富士宮駅 - S06 特急・S16：休暇村富士 - S7：静岡県富士山世界遺産センター - S11：白糸の滝 - S12：足形 - S6・S13：猪の頭 - 富士桜自然墓地公園 | - 「強力くん」「S06 特急」は土休日のみ運行 - 富士桜自然墓地公園行は季節運行            |
| 2            | 富士急バス              | S04 快速：富士山駅 |                                                                                        |
| 2            | 山梨交通                | 蒲原病院 |                                                                                        |
| 3            | 富士急静岡バス          | - S73 快速：ぐりんぱ（イエティ） - S101：万野団地 - S102 万野粟倉循環：富士宮駅 - S111：曽比奈 - S229：吉原中央駅                                                                | - 「S73 快速」は開園日のみ運行 - 「S101」は平日のみ運行                                |
| 3            | 宮バス                  | 宮1・宮2：総合福祉会館 |                                                                                        |
| 4            | 富士急静岡バス          | - S103・S105 粟倉万野循環：富士宮駅 - S106：二本松 | 「S106」は平日1本のみ運行                                                              |
| 5            | 富士急静岡バス          | - S111：西富士宮駅 - S121：上条 - S131：上柚野 |                                                                                        |
| 6            | 富士急静岡バス          | 富士山富士宮口五合目 | 夏季運転                                                                               |
| 高速バス     | 富士急静岡バス          | やきそばEXPRESS：東京駅日本橋口 |                                                                                        |
| 高速バス     | - 富士急バス - 近鉄バス | フジヤマライナー：天王寺駅（あべのハルカス） | 夜行便                                                                                 |
| 富士宮駅南口 |                         | |                                                                                        |
| －           | 宮バス                  | - 宮1・宮2：総合福祉会館 - 宮3・宮4・宮5：富士宮駅南口 - 宮13・宮14：芝川会館 | - 「宮3」「宮5」は平日のみ運行 - 「宮13」は土曜2本のみ運行 - 「宮14」は土曜1本のみ運行 |

## 隣の駅
※特急「ふじかわ」の隣の停車駅は列車記事を参照のこと。
東海旅客鉄道（JR東海）
CC 身延線
源道寺駅 (CC05) - 富士宮駅 (CC06) - 西富士宮駅 (CC07)